# Alexander Elster (Jurist)
Alexander Nikolaus Elster (* 8. April 1877 in Berlin; † 25. Mai 1942 ebenda) war ein deutscher Jurist und Verlagsdirektor.

## Leben
Alexander Elster war der Sohn des Strohhutfabrikanten Alexander Elster. Sein Onkel war der Volkswirt und Nationalökonom Ludwig Elster. Alexander Elster besuchte das Berliner Leibniz-Gymnasium und studierte anschließend Rechtswissenschaften in Berlin und Jena, wo er 1900 promoviert wurde. Schon seit 1898 war Elster als wissenschaftlicher Hilfsarbeiter beim Verlag Gustav Fischer in Jena beschäftigt, daneben arbeitete er als freier Journalist und verfasste Artikel z. B. für die „Frankfurter Zeitung“. Im Mai 1914 wurde Elster Mitarbeiter der Verlagsbuchhandlung I. Guttentag. Nach der Fusion mit dem Verlag Walter de Gruyter & Co. wurde er 1919 Leiter der rechts- und staatswissenschaftlichen Abteilung und Verlagsdirektor der juristischen Abteilung des Verlages de Gruyter („Abteilung Guttentag“). Bei de Gruyter gab er einige wichtige juristische Standardwerke selbst heraus und verfasste zahlreiche wichtige Werke insbesondere zum Urheber- und Verlagsrecht. Er prägte wohl den Begriff der „kleinen Münze“, grenzte die Lizenz vom Verlagsrecht ab und schärfte die rechtliche Stellung der Lektoren im Verlag. 1928 war er einer der Gründer der Zeitschrift „Archiv für Urheber-, Film- und Theaterrecht“ (UFITA).
Er war daneben auch im „Börsenverein des Deutschen Buchhandels“ aktiv und verfasste zahlreiche Beiträge für das Börsenblatt für den Deutschen Buchhandel und die „Deutsche Verlegerzeitung“.
In seinen wissenschaftlichen Veröffentlichungen behandelte er Fragen der Sozialbiologie, setzte sich für eine staatliche Beschränkung des Alkoholkonsums ein und befürwortete eine eugenische Bevölkerungspolitik. Dementsprechend war er auch aktives Mitglied der „Gesellschaft für Rassenhygiene“ und zählte im Ersten Weltkrieg und in der Weimarer Republik zu den Befürwortern der Euthanasie. Daneben verfasste Elster auch belletristische Schriften.
Ab Juli 1933 war er förderndes Mitglied der SS, im Dezember 1934 wurde er Mitglied der NS-Volkswohlfahrt.
Elsters Nachlass ist verschollen, auch seine letzte Ruhestätte ist unbekannt.

## Schriften (Auswahl)
Juristische Schriften
- Das Konto des Alkohols in der deutschen Volkswirtschaft. Neuland-Verlag, Hamburg 1919.
- Gewerblicher Rechtsschutz: umfassend Urheber- und Verlagsrecht, Patent- und Musterschutzrecht, Warenzeichen- und Wettbewerbsrecht. de Gruyter, Berlin 1921 (Grundrisse der Rechtswissenschaft 8).
- Das deutsche Urheber- und Verlagsrecht. Vereinigung wissenschaftlicher Verleger, Berlin 1923 (Sammlung Göschen 863).
- Sozialbiologie: Bevölkerungswissenschaft und Gesellschaftshygiene. de Gruyter, Berlin 1923 (Handbuch der Wirtschafts- und Sozialwissenschaften 8).
- Das deutsche Erfinderrecht (Patent- und Musterschutzrecht). de Gruyter, Berlin 1924 (Sammlung Göschen 891).
- mit Fritz Stier-Somlo (Hrsg.): Handwörterbuch der Rechtswissenschaft, 8 Bände. de Gruyter, Berlin 1926–1937.
- mit Paul Dienstag: Handbuch des deutschen Theater-, Film-, Musik- und Artisten-Rechts. Springer, Berlin 1932.
- (Hrsg.): Die vierte Notverordnung: Vom 8. Dezember 1931. Erl. Textausgabe mit Durchführungsverordnungen. de Gruyter, Berlin 1932 (Sammlung Guttentag 180).
- Wettbewerbsrecht mit dem Recht der Zugaben und Rabatte unter Berücksichtigung der Bestimmungen des Werberats: für Praxis und Studium erläutert. de Gruyter, Berlin 1941 (Sammlung Guttentag 37).

Befürworter der „Vernichtung lebensunwerten Lebens“
- Euthanasie (Sterbehilfe). In: Zeitschrift für die gesamte Strafrechtwissenschaft Bd. 36, 1915, S. 595–605.
- Eugenetische Lebensbeseitigung. In: Archiv für Frauenkunde und Eugenetik, Sexualbiologie und Vererbungslehre Bd. 9, 1923, S. 39–47.

Belletristische Schriften
- Georg und Marianne: 3 Reiter-Novellen. Reher, Berlin 1938.
- Kleine Erinnerungen an die große Liebe des Mannes [4 Gedichte]. Reher, Berlin 1940.
- Spielmanns Kirmes, Theaterstück